# Сафаров Сафар Гаюрович
Сафар Гаюрович Сафаров (Safar Gaiuvorich Safarof) (22 травня 1947, Таджикистан — 21 жовтня 2016) — таджицький державний і політичний діяч, дипломат. Надзвичайний і Повноважний Посол Таджикистану в Україні та Росії.

## Біографія
Народився 22 травня 1947 року в Дангаринському районі Хатлонської області. У 1970 закінчив Ташкентський політехнічний інститут, за фахом «інженер-технолог», Ташкентську вищу партійну школу (1983). Кандидат економічних наук.
З 1970 — працював на виробництві. Згодом працював завідувачем організаційним відділом Курган-Тюбинського обкому Компартії Таджикистану, другим секретарем Курган-Тюбінського міському Компартії Таджикистану, першим секретарем Радянського райкому Компартії Таджикистану.
У 1991—2000 — народний депутат, депутат Верховної Ради, народний депутат Маджлісі Олі Таджикистану.
У 1991—1995 — заступник голови, голова Комітету з економіки і бюджету-Член Президії Верховної Ради Таджикистану.
У 1995—2000 — народний депутат Маджлісі Олі від 17-го Хосілотського округу — Голова комітету з економіки і бюджету Маджлісі Олі Республіки Таджикистан.
У 2000 році обраний Головою комітету з економіки, бюджету, фінансів і податків Маджлісі намояндагон Маджлісі Олі Республіки Таджикистан.
З червня 2000 по 2001 — керівник Виконавчого апарату Президента Республіки Таджикистан.
З 1 жовтня 2001 — Надзвичайний і Повноважний Посол Республіки Таджикистан в Росії.
З 03.04.2003 по 16.02.2007 — Надзвичайний і Повноважний Посол Республіки Таджикистан в Україні за сумісництвом.
З 2007 року по лютий 2010 року — депутат і перший заступник голови Маджлісі намояндагон Маджлісі Олі Таджикистану.

## Нагороди
- Орден «Шараф» («Слава»),
- Три медалі
- Почесне звання «Корманді шоїстаї Точікістон» («Заслужений працівник Таджикистану»).